# 讃美歌集一覧
 讃美歌集一覧 （さんびかしゅういちらん）は日本で出版された、おもにプロテスタントおよびその分派、もしくはキリスト教系の新宗教の讃美歌集の一覧である。
プロテスタントの毎週の礼拝では数曲が歌われる。この便のため、各国で讃美歌集が編纂されている。日本でも数種の讃美歌集が「讃美歌」「聖歌」の名で編纂されている。日本では1870年代から教派別に編纂されていたが、1903年に共通讃美歌が出版された。最近では、また教派ごとの讃美歌集も増えている。

## 讃美歌集の構成
賛美歌集は、礼拝（開会、閉会、信仰告白）、教会暦ないしイエス・キリストの生涯（待降、降誕、公生涯、受難、復活、再臨）、信仰生活といった項目ごとに構成されることが多い。おおむね600曲が、讃美歌集として礼拝に必要な数であるといわれている。

### 日本のおもな讃美歌集
- 新撰讃美歌（1888年） 讃美歌委員会（日本基督一致教会と日本組合基督教会）[1]
- 讃美歌 (1903年版)讃美歌委員会
- 讃美歌 (1931年版)讃美歌委員会
- 讃美歌 (1954年版)日本基督教団讃美歌委員会
- 聖歌 (日本福音連盟)（1958年）
- 讃美歌第二編（1967年）日本基督教団讃美歌委員会
- 讃美歌21（1997年）日本基督教団讃美歌委員会
- 新聖歌（A6判2003年、B5判2012年）日本福音連盟新聖歌編集委員会（教文館出版）
- 聖歌総合版（2002年）

## 教派別讃美歌集

### バプテスト教会
- ヨキ土地アリマス（1872年）ジョナサン・ゴーブル訳（記録上最初の日本語讃美歌）
- 聖書之抄書（1874年）ネイサン・ブラウン編
- 宇太登不止（1876年）ネイサン・ブラウン編
- 宇太乃不美（1876年）ネイサン・ブラウン編
- 末古土乃美知（1877年）ネイサン・ブラウン編
- 基督教讃美歌（1887年）ネイサン・ブラウン編
- 基督教讃美歌（1896年）アルバート・アーノルド・ベネット

### 日本バプテスト連盟
- 新生讃美歌Ⅰ（1957年）日本バプテスト連盟新生讃美歌編集委員会（65曲）
- 新生讃美歌Ⅱ（1963年）日本バプテスト連盟新生讃美歌編集委員会（46曲）
- 新生讃美歌Ⅱ[改訂版]（1966年）日本バプテスト連盟新生讃美歌編集委員会（50曲）
- 新生讃美歌Ⅲ（1982年）日本バプテスト連盟宣教室教会音楽委員会（26曲）
- 新生讃美歌Ⅳ（1984年）日本バプテスト連盟宣教室教会音楽委員会（40曲）
- 新生讃美歌（1989年）日本バプテスト連盟新生讃美歌編集委員会（261曲）
- 新生讃美歌増補Ⅰ（1997年）日本バプテスト連盟新生讃美歌編集委員会（64曲）
- 新生讃美歌増補Ⅱ（1999年）日本バプテスト連盟新生讃美歌編集委員会（141曲）
- 新生讃美歌（2003年）日本バプテスト連盟新生讃美歌編集委員会（682曲）

### アドベント派
- SDA讃美歌（1995年）セブンスデー・アドベンチスト教会 （サンプル版 100曲）
- SDA讃美歌 ― 1999（1999年）セブンスデー・アドベンチスト教会 （中間発表版 213曲）
- 希望の讃美歌 （2006年）SDA教団讃美歌委員会（436曲）

### エホバの証人
古い歌集は王国の歌参照。
- 喜びにあふれてエホバに歌う（2016年、日本語版 2018年）

### 日本組合基督教会
- 讃美歌　（組合教会讃美歌）（1874年）前田秦一
- さんびのうた（1875年）　J・H・デフォレスト
- さんびのうた（1879年）　カーチス

### 日本基督一致教会
- エスワレヲ愛シマス（1872年）J・N・クロスビー訳（記録上最初の日本語讃美歌）
- 讃美歌（1874年）熊野雄七編
- 教えのうた（1874年）ヘンリー・ルーミス、奥野昌綱編
- 讃美歌 全（1881年）原胤昭編
- 讃美歌　改正増補（1883年）奥野昌綱編

### 改革長老教会（カベナンター）
- 詩篇抄集（1972年）　日本キリスト改革長老教会詩篇委員会（102曲）
- 詩篇抄集（1984年）　日本キリスト改革長老教会詩篇委員会（1972年版の増補改訂。138曲）
- 詩篇抄集（2000年）　日本キリスト改革長老教会詩篇委員会（1984年版の増補改訂。222曲）
- 詩篇抄集 補遺2016（2016年）
- 詩篇歌集（2022年）　日本キリスト改革長老教会詩篇委員会（2000年版の増補改訂。259曲）

### 日本キリスト改革派教会
- １５の詩編歌（1988年）　日本キリスト改革派教会大会讃美歌検討委員会
- ３６のジュネーブ詩編歌 日本語による（1994年）　日本キリスト改革派教会大会讃美歌検討委員会
- ジュネーブ詩編歌抄 日本語による（1996年）　日本キリスト改革派教会大会讃美歌検討委員会
- 日本語による150のジュネーブ詩編歌（2005年）　日本キリスト改革派教会大会憲法委員会第3分科会

- みことばをうたう（2006年/改訂版2020年）「改革教会の礼拝と音楽」編集委員会（エルピス[初版]／教文館[改訂版] 発行）

　（上記「日本語による150のジュネーブ詩編歌」及び、深津文雄の訳詞によるドイツ・コラールを収載）

### 救世軍
- 救世軍軍歌（1895年）
- 救世軍軍歌（1896年）
- 救世軍々歌（1901年）
- 救世軍歌集（1935年/改訂1954年）
- 救世軍歌集（1997年）

### ホーリネス教会及び潔め派
- 救の歌　キリストの福音 SONGS OF SALVATION（1894年）
- 救の歌　SONGS OF SALVATION　改訂譜附（1900年）
- 基督教福音唱歌　伝道的集会日曜学校用（1898年）三谷種吉
- 基督教福音唱歌　伝道会聖別会日曜学校用（1900年）
- 基督教福音唱歌　福音伝道会聖別会及び日曜学校用 譜附（1901年）
- 聖書名目づくし（1904年）
- 讃美歌　聖別会用（1908年）
- リバイバル唱歌 REVIVAL SONGS　譜附（1909年）中田重治
- 霊感賦（1922年）三谷種吉 編（157曲）
- リヴァイヴァル聖歌（1922年）中田羽後 編（240曲）
- リヴァイヴァル聖歌（1932年）中田羽後 編（321曲）
- 大和民族の歌[2]（1935年）
- 福音讃美歌（1936年）西條彌市郎・西條さわ 編（500曲）
- リヴァイヴァル聖歌［戦後版］（1950年）中田羽後 編（1932年版から楽曲の一部削除、補遺を追加。339曲）
- 聖歌（1958年）日本福音連盟聖歌編集委員会 中田羽後 編（640曲）
- リバイバル聖歌［増補改訂版］（1965年）中田羽後 編（1950年版から一部の楽曲を差し替え。表題を「リバイバル聖歌」に変更。341曲+折り返しの頌栄2曲）
- 聖歌（1969年）日本福音連盟聖歌編集委員会 中田羽後 編（1958年版から曲の差し替え及び、補遺の追加。新たな「まえがき」が付された。674曲）
- 聖歌（1992年）日本福音連盟聖歌編集委員会 中田羽後 編（編者の没後、日本福音連盟による改訂。改訂の「まえがき」を追加。674曲）

### 日本福音連盟・教文館
- 新聖歌（2001年）日本福音連盟新聖歌編集委員会（521曲）

日本教会音楽研究会・聖歌の友社
- 青年聖歌（1972年）中田羽後・和田健治 編（198曲）
- 聖歌集［副題：「青年聖歌」改訂版］（1983年）教会音楽研究会 和田健治 編（260曲）
- 聖歌集［副題：「聖歌」姉妹編 「青年聖歌」改訂版］（1989年第3刷）教会音楽研究会 和田健治 編（第3刷にあたり5曲追加。265曲）
- 聖歌総合版（2002年）日本教会音楽研究会 和田健治 編（818曲）

### イムマヌエル綜合伝道団
- インマヌエル讃美歌 リバイバル聖歌合編（1965年）インマヌエル讃美歌委員会（「リバイバル聖歌」1965年版で差し替えた楽曲の一部を旧版に戻した。㋑270曲、㋷341曲。合計611曲）
- インマヌエル讃美歌（1981年）インマヌエル讃美歌委員会（1965年版の増補改訂、リバイバル聖歌との通し番号化。718曲）
- 教会学校讃美歌（2016年）インマヌエル出版局
- インマヌエル讃美歌150（2017年）インマヌエル讃美歌150編集委員会（「インマヌエル讃美歌」から選曲。150曲）

### (一社)福音讃美歌協会
［正会員：日本同盟基督教団、日本福音キリスト教会連合、イムマヌエル綜合伝道団　準会員：いのちのことば社］
- あたらしい歌（2009年）（本格的な讃美歌集出版の準備として編纂。20曲）
- 教会福音讃美歌（2012年）福音讃美歌協会讃美歌委員会（506曲）
- あたらしい歌２（2017年）（『教会福音讃美歌』に収録されなかった讃美歌や、発刊後に作られた讃美歌を収録。20曲）

### メソジスト教会
- 讃美のうた（1874年）デビソン、スタウト編
- 基督教聖歌集（1884年）デビソン編
- 讃美のうた（1874年）デビソン、スタウト編
- 基督教聖歌集（1884年）デビソン編
- 基督教聖歌集（1891年8月、デビソン著）
- 譜附 基督教聖歌集（1891年8月、デビソン著）
- 基督教聖歌集（1895年7月改訂増補、デビソン、小方仙之助、山田寅之助著）
- 譜附 基督教聖歌集（1895年7月改訂増補、デビソン、小方仙之助、山田寅之助著）

### 聖公会
- 使徒公会之歌（1876年）
- 聖公会歌集（1883年）
- 聖公会讃美歌（1892年9月、ヒュー・ジェームス・フォス）
- 古今聖歌集（1902年）
- こどもせいか集（1917年11月、ヒュー・ジェームス・フォス、今井寿道著）
- 改訂 古今聖歌集（1922年8月、古今聖歌集改訂委員著）
- 古今聖歌集（1959年）
- 古今聖歌集増補版'95（1995年）
- 改訂古今聖歌集 試用版（2001年）
- 日本聖公会聖歌集（2006年）

### ルーテル教会
- あがなひの歌（1910年）

### 日本福音ルーテル教会
- 教会讃美歌（1974年）聖文舎讃美歌委員会（502曲）
- 教会讃美歌（1999年）日本福音ルーテル教会讃美歌委員会（1974年版の小改訂、502曲+宣教百年記念大会賛歌3曲）
- 教会讃美歌 増補 分冊１（2021年）日本福音ルーテル教会讃美歌委員会（54曲）

### 地元にあって合一である立場に立つ教会
- 詩歌（1993年）

### キリスト集会（プリマス・ブレザレン）
- 礼拝讃美歌（1961年）J.B.カリー、M.ブラウン編（旧版(刊行年不明。151曲)の増補改訂版。305曲）

- 礼拝賛美歌（2009年）「礼拝賛美歌」編集委員会（新版。523曲）

### カトリック教会
- 公教聖歌集（1948年）
- カトリック聖歌集（1966年）
- 典礼聖歌（1980年）
- カトリック典礼聖歌集（1993年）　典礼聖歌の別冊増補

### 共通讃美歌
- 新撰讃美歌（1888年）讃美歌委員会 植村正久、奥野昌綱、松山高吉、オルチン
- 新撰讃美歌（1890年）讃美歌委員会
- SHINSEN SAMBIKA（1890年）讃美歌委員会
- 新撰讃美歌（ソルファー譜附）（1891年）讃美歌委員会
- 讃美歌 (1903年版) 讃美歌委員会　本編に浸礼派用の讃美歌を配したものもあり。
- 讃美歌 第二篇（1910年） 讃美歌委員会
- 日曜学校讃美歌（1923年）日本日曜学校協会
- 日曜学校讃美歌増補版（1928年）日本日曜学校協会
- 讃美歌 (1931年版)讃美歌委員会
- 青年讃美歌 (1941年版)讃美歌委員会
- 讃美歌時局版 (1942年版)日本基督教団讃美歌委員会＝讃美歌と青年讃美歌の合併縮小版
- 興亜讃美歌 (1943年版)日本基督教団讃美歌委員会
- 讃美歌 (1945年、1931年版抜粋)基督教青年会世界委員会捕虜援助部（米国出版）
- 讃美歌抄 (1947年、1931年版抜粋)日本基督教団讃美歌委員会
- 讃美歌 (1948年、1931年版一部改訂版)日本基督教団讃美歌委員会
- 讃美歌 (1954年版)日本基督教団讃美歌委員会
- 讃美歌第二編（1967年）日本基督教団讃美歌委員会
- 日曜学校讃美歌 (1947年)日本基督教団日曜学校部
- 日曜学校さんびか (1949年)日本基督教団日曜学校部
- こどもさんびか (1953年)日本基督教団出版部（伴奏譜は1955年）
- こどもさんびか（1966年）日本基督教団教育委員会
- ともにうたおう（1976年）日本基督教団讃美歌委員会
- 韓日讃頌歌（1985年）在日大韓基督教会讃頌歌委員会（第一次翻訳。333曲）
- こどもさんびか第２編（1987年）日本基督教団讃美歌委員会
- 改訂讃美歌 試用版（1992年）日本基督教団讃美歌委員会
- 韓日讃頌歌（1996年）在日大韓基督教会讃頌歌委員会（完訳。558曲）
- 讃美歌21（1997年）日本基督教団讃美歌委員会
- 新生の歌（全62曲、1999年）新生宣教団
- こどもさんびか改訂版（2002年）
- 新韓日讃頌歌（2015年）在日大韓基督教会　共通讃美歌や共通聖歌の主要な曲を抜き出して韓国語を併記したもの

### 共通聖歌
（共通聖歌はホーリネス時代の原型をとどめており、実質的にリバイバル聖歌の後継）
- 聖歌 (日本福音連盟)（1958年）
- 新聖歌（2001年）
- 聖歌総合版（2002年）